# Adalbert Kuhlwein
Karl Eduard Adalbert Kuhlwein (* 20. Mai 1819 in Biberteich, Kreis Sternberg (Brandenburg); † 17. August 1872 auf Gut Louisa, Kreis Sternberg) war ein deutscher Richter, Rittergutsbesitzer und Parlamentarier.

## Leben
Nach dem 1839 abgelegten Abitur am Joachimsthalschen Gymnasium in Berlin studierte Kuhlwein ab 1840 Rechtswissenschaften und Kameralwissenschaft an den Universitäten Rheinischen Friedrich-Wilhelms-Universität und Friedrich-Wilhelms-Universität zu Berlin. Zu Beginn des Studiums wurde er Mitglied des Corps Palatia Bonn. Nach dem Studium schlug er die Richterlaufbahn ein. Er wurde zunächst Kreisgerichtsrat, dann Kreisgerichtsdirektor in Seelow. Er besaß das Rittergut Louisa.
Von 1860 bis 1866 saß Kuhlwein im Preußischen Abgeordnetenhaus, von 1860 bis 1861 als Abgeordneter des Wahlkreises Frankfurt (Oder) 2 in der Fraktion von Georg von Vincke und von 1862 bis zu seiner Mandatsniederlegung am 23. Oktober 1866 als Abgeordneter des Wahlkreises Frankfurt (Oder) 4 in der Fraktion der Linken.
Kuhlwein war verheiratet mit Auguste Lette, einer Tochter des Sozialpolitikers Wilhelm Adolf Lette.